# Równe (osada leśna w województwie mazowieckim)
Równe – osada leśna w Polsce położona w województwie mazowieckim, w powiecie wołomińskim, w gminie Strachówka.
W latach 1975–1998 miejscowość położona była w województwie siedleckim.